# Sam Drummond
Sam Drummond (* 8. Juni 1971) ist ein ehemaliger australischer Biathlet.

## Karriere
Sam Drummond bestritt seine ersten internationalen Biathlon-Rennen 2007 im vergleichsweise fortgeschrittenem Alter von 35 Jahren im Rahmen des Europacups in Obertilliach. Bei seinem ersten Einzel wurde er 102. Erste Punkte sammelte er wenig später als 30. eines Sprints in Bansko, wobei er das Rennen als Letzter beendete. Einziges Großereignis wurden die Biathlon-Europameisterschaften 2008 in Nové Město na Moravě. Im Einzel lief er auf Platz 78, im Sprint wurde Drummond 82. Nach Ende der Saison bestritt der Australier keine weiteren Wettbewerbe auf internationalem Niveau.